# 准噶尔早熟禾
准噶尔早熟禾（学名：Poa dschungarica）为禾本科早熟禾属下的一个种。